# Amuna
Amuna ist ein präkolumbianischer Kanal in Peru und Umgebung, um den Wasserhaushalt im Gebirge zu regulieren, Überschwemmungen und nachfolgende Trockenheit zu vermeiden.

## Geschichte
1400 Jahre vor der Inka-Herrschaft in Peru wurden die Amunas von den Wari als Abzweigungen eines Hauptflusses angelegt, damit mit ihrem Wasser die Regenzeit bzw. Bewässerung ausgedehnt werden konnte.
Derartige Bewässerungs- und Schutzkanäle sind für die dort lebende Bevölkerung nichts Neues. Momentan reaktiviert Limas Wasserwirtschaft die Amunas, damit der zweitgrößten Wüstenstadt der Welt nicht das Wasser ausgeht.